# Тимирясов, Виталий Гайнуллович
Вита́лий Гайну́ллович Тимиря́сов (6 сентября 1937 года, дер. Барское Енорускино Аксубаевского района Татарской АССР — 20 мая 2013 года, Казань) — советский и российский экономист; основатель и первый ректор Института экономики, управления и права (г. Казань), член Российского Союза ректоров.

## Биография
Родился 6 сентября 1937 года в деревне Барское Енорускино Аксубаевского района Татарской АССР.
В 1959 году окончил юридический факультет Казанского государственного университета имени В. И. Ульянова-Ленина, в 1965 году — аспирантуру, в 1970 году — докторантуру экономического факультета Московского государственного университета имени М. В. Ломоносова.
- В 1959—1971 гг. — доцент кафедры политической экономии КГУ имени В. И. Ульянова-Ленина.
- В 1971—1974 гг. — старший научный сотрудник кафедры политической экономии МГУ имени М. В. Ломоносова
- В 1974—1989 гг. — заведующий кафедрой экономики Института повышения квалификации Министерства химической промышленности СССР.
- В 1985 году создал учебно-деловой центр «Таглимат».
- В 1989—1994 гг. — заведующий кафедрой экономики Татарского института усовершенствования учителей.
- В 1994—2013 гг. — ректор Института экономики, управления и права (г. Казань).

Дочь Асия (род. 1974) - экономист.
Умер 20 мая 2013 года в Казани. Похоронен на Арском кладбище Казани.

## Память
В новом названии вуза, который основал В. Г. Тимирясов, увековечена его память.
Также его имя носят Казанские научные чтения студентов и аспирантов и шахматный турнир.

## Научная деятельность
Тимирясов В. Г. является автором более 300 научных статей, свыше 30 монографий и 35 учебников.

### Основные научные публикации
Энциклопедические, справочные и монографические издания
- Бодров О. Г., Мальгин В. А., Тимирясов В. Г. Экономическая свобода и устойчивость предприятия.- Казань: Издательство «Таглимат», 2000. — 208 с. — ISBN 5-8399-0015-X. — 500 экз.
- Вахитов Д. Р., Тазиев И. В., Тимирясов В. Г. Лизинг: зарубежный опыт и российская практика. — Казань: Издательство «Таглимат», 2000. — 92 с. — ISBN 5-8399-0010-9. — 250 экз.
- Тимирясов В. Г., Карягин Н. Е., Рыбушкин Н. Н. и др. Правовое регулирование экономических отношений / Под ред. З. М. Фаткудинова, Н. Е. Карягина. — Казань: Издательство «Таглимат», 2000. — 216 с. — ISBN 5-8399-0007-9. — 500 экз.
- Амирхан Г., Тимирясов В. Г., Шарифуллин М. Л. Потребительская кооперация в современной экономике. — Казань: Издательство «Таглимат», 2001. — 84 с. — ISBN 5-8399-0016-8. — 500 экз.
- Кабашева И. А., Мальгин В. А., Тимирясов В. Г. Преобразование государственной собственности в условиях институциональных изменений. — Казань: Издательство «Таглимат», 2001. — 124 с. — ISBN 5-8399-0031-1. — 500 экз.
- Карягин Н. Е., Степанов С. В., Тимирясов В. Г. Индивидуальная предпринимательска деятельность. — Казань: Издательство «Таглимат», 2001. — 40 с. — ISBN 5-8399-0021-4. — 500 экз.
- Алпатова Э. С., Тимирясов В. Г., Федулов В. Г. Региональные банки в системе развития рыночной экономики Республики Татарстан. — Казань: Издательство «Таглимат», 2002. — 164 с. — ISBN 5-8399-0045-1. — 1000 экз.
- Калимуллин Р. С., Тимирясов В. Г. Совершенствование системы управления инфраструктурой агропромышленного комплекса. — Казань: Издательство «Таглимат», 2003. — 148 с. — ISBN 5-8399-0066-4. — 1000 экз.
- Малфлит К., Тимирясов В. Г., Здунов А. А., Султанов Е. Б. Содружество независимых государств: на пути к интеграции. — Казань: Центр инновационных технологий, 2004. — 72 с. — ISBN 5-93962-066-7. — 200 экз.
- Рабинович Л. М., Тимирясов В. Г., Садретдинова А. А. Рынок земли: проблемы, поиск, решения. — Казань: Издательство «Таглимат», 2005. — 211 с. — ISBN 5-8399-0164-4. — 1000 экз.
- Хайруллин А. Н., Тимирясов В. Г., Рабинович Л. М. Факторы корпоративной устойчивости. — Казань: Издательство «Таглимат», 2006. — 156 с. — ISBN 5-8399-0181-4. — 1500 экз.
- Тимирясов В. Г., Тишкина Т. В., Рабинович Л. М. Система менеджмента предприятия: оценка эффективности. — Казань: Издательство «Познание», 2009. — 183 с. — ISBN 978-5-8399-0295-4. — 1500 экз.
- Тимирясов В. Г., Туктамышева С. Ф., Матвеева Е. Л. и др. Нанотехнологии: новый этап в развитии человечества. / Под ред. В. Г. Тимирясова. — Казань: Издательство «Познание», 2009. — 193 с. — ISBN 978-8399-0259-6. — 1000 экз.
- Тимирясов В. Г., Садыкова Р. Ш., Хазипов Ф. И. Модернизация нефтегазового комплекса региона. — Казань: Издательство «Познание», 2010. — 308 с. — ISBN 978-5-8399-0326-5. — 3000 экз.
- Тимирясов В. Г., Туктамышева С. Ф., Миронов Г. И. и др. Нанотехнологии: новый этап в развитии человечества. / Под ред. В. Г. Тимирясова. — 2-е изд. — Казань: Издательство «Познание», 2010. — 252 с. — ISBN 978-8399-0314-2. — 1500 экз.
- Тимирясов В. Г., Мезикова И. Х., Наговицына Т. А. и др. Роль вузов в развитии институтов гражданского общества / Рук. авт. кол. И. Х. Мезикова, Т. А. Наговицына, О. Д. Агапов. — Казань: Издательство «Познание», 2012. — 212 с. — ISBN 978-8399-0435-4. — 250 экз.

Учебники и учебные пособия
- Кураков Л. П., Тимирясов В. Г., Кураков В. Л. Современные банковские системы: Учебное пособие. — 3-е изд. — М.: Гелиос АРВ, 2000. — 320 с. — ISBN 5-85438-120-6. — 5000 экз.
- Вафина Н. Х., Тимирясов В. Г. Мировая экономика: Учебное пособие. — Казань: Издательство «Таглимат», 2002. — 120 с. — ISBN 5-8399-0061-3. — 1000 экз.
- Данилов И. П., Тимирясов В. Г., Семенов В. Л., Лялин В. Г. Статистические методы анализа и управления качеством продукции: Методические рекомендации. — Казань: Издательство «Таглимат», 2002. — 72 с. — ISBN 5-8399-0060-5. — 1000 экз.
- Капкаева Н. З., Тимирясов В. Г., Федулов В. Г. Региональные и местные налоги и сборы. — Казань: Издательство «Таглимат», 2004. — 115 с. ISBN 5-8399-0092-3. — 1000 экз.
- Нагаев Р. Т., Рабинович Л. М., Тимирясов В. Г. Оценка земли: Курс лекций. — Казань: Издательство «Таглимат», 2004. — 88 с. — ISBN 5-8399-0300-3. — 500 экз. (Рекомендовано УМО по образованию в области финансов, учёта и мировой экономики в качестве учебного пособия для студентов, обучающихся по специальности «Финансы и кредит»)
- Амосов А. И., Архипов А. И., Тимирясов В. Г. и др. Экономическая теория: учебник / Под ред. А. И. Архипова, С. С. Ильина. — М.: ТК Велби, Издательство Проспект, 2006. — 608 с. — ISBN 5-482-00775-8. — 3000 экз.
- Тимирясов В. Г., Сергеев Д. А., Еникеев Ш. И. и др. Экономика: Учебник для учащихся профильных классов общеобразовательных школ. — Казань: Издательство «Таглимат», 2006. — 332 с. — ISBN 5-8399-0126-1. — 1000 экз.
- Тимирясов В. Г., Сергеев Д. А., Еникеев Ш. И. и др. Икътисад: Гомуми белем бирү мәктәпләренең профильле сыйныф укучылары өчен дәреслек. — Казань: Издательство «Таглимат», 2006. — 352 с. — ISBN 5-8399-0196-2. — 1000 экз.
- Найденов Л. И., Тимирясов В. Г., Федулов В. Г. Налогообложение юридических и физических лиц. — 3-е изд. — Казань: Издательство «Таглимат», 2006. — 120 с. — ISBN 5-8399-0064-8. — 1000 экз.
- Амосов А. И., Архипов А. И., Тимирясов В. Г. и др. Экономическая теория: учебник / Под ред. А. И. Архипова, С. С. Ильина. — М.: ТК Велби, Издательство Проспект, 2008. — 608 с. — ISBN 978-5-482-01978-8. — 3000 экз.
- Тимирясов В. Г., Белицкая Г. Н., Закирова О. М., Гафурова Г. Т. Исламская модель финансово-кредитных отношений: учебное пособие. — Казань: Издательство «Познание», 2010. — 160 с. — ISBN 978-5-8399-0338-8. — 3000 экз.

## Награды
- медаль «За укрепление боевого содружества» (2010 г.)[6];
- медаль «За доблестный труд» (2007 г.)[7];
- почетная грамота Министерства образования и науки Российской Федерации (2009 г.);
- почетная грамота Министерства обороны Российской Федерации (2009 г.)